# David di Donatello de la meilleure réalisation

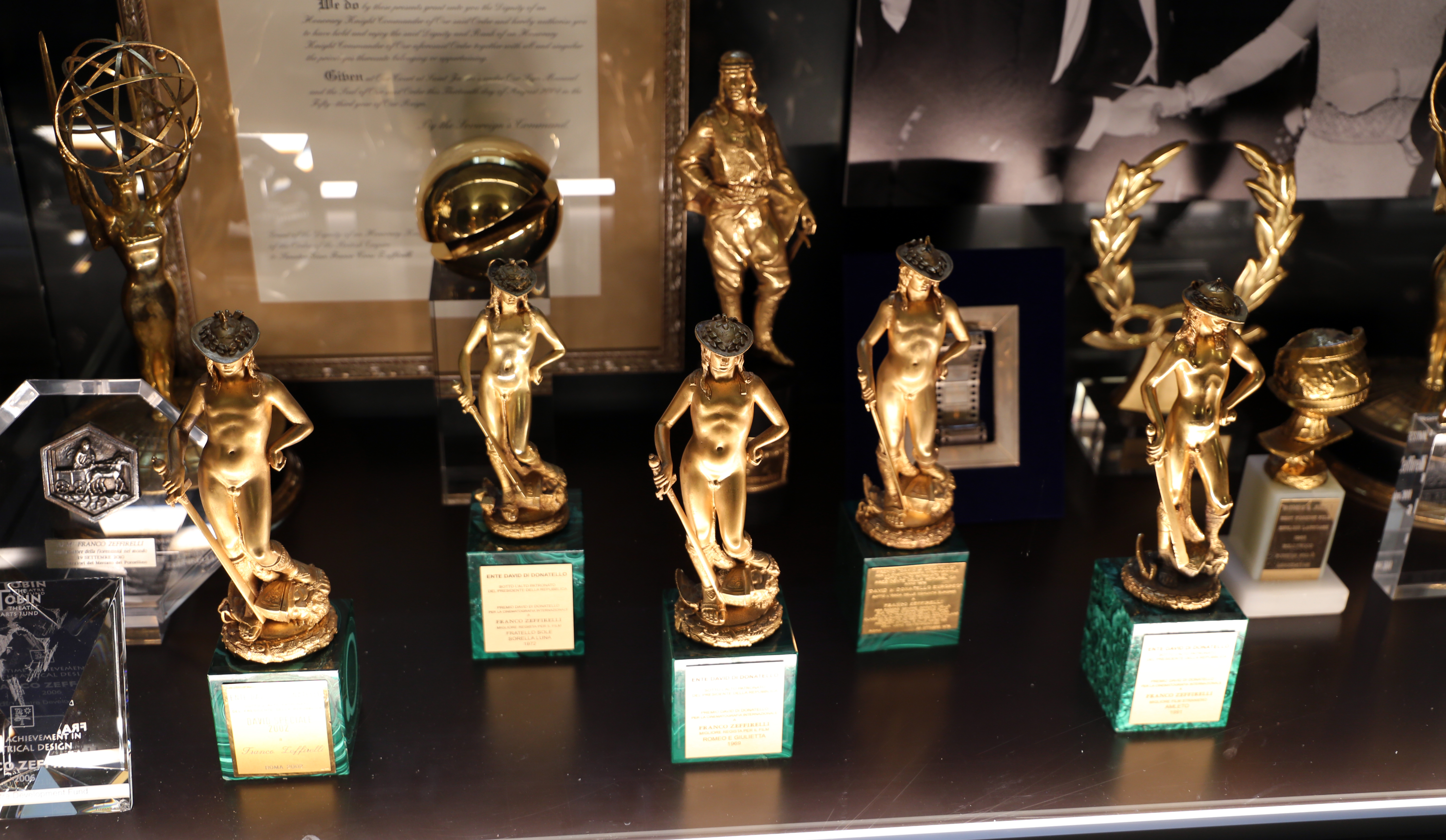
Prix David di Donatello au Musée Zeffirelli.

Le David di Donatello de la meilleure réalisation (David di Donatello per il miglior regista) est une récompense cinématographique italienne décernée chaque année, depuis 1956 par l'Association David di Donatello (Ente David di Donatello), rattachée à l'Académie du cinéma italien (Accademia del Cinema Italiano), laquelle décerne
tous les autres Prix David di Donatello. Les David sont l'équivalent des César français et des Oscars américains.
Francesco Rosi est le réalisateur le plus titré de cette catégorie avec six trophées gagnés. Il est suivi de Mario Monicelli et Giuseppe Tornatore avec tous deux quatre récompenses puis Federico Fellini, Ettore Scola et Ermanno Olmi avec trois statuettes chacun.

## Palmarès
Note : L'année indiquée est celle de la cérémonie, récompensant les films sortis au cours de l'année précédente. Les lauréats sont indiqués en tête de chaque catégorie et en caractères gras.

### Années 1950
- 1956 : Gianni Franciolini pour Cette folle jeunesse (Racconti romani)
- 1957 : Federico Fellini pour Les Nuits de Cabiria (Le notti di Cabiria)
- 1958 : prix non attribué
- 1959 : Alberto Lattuada pour La Tempête (La tempesta)

### Années 1960
- 1960 : Federico Fellini pour La dolce vita
- 1961 : Michelangelo Antonioni pour La Nuit (La notte)
- 1962 : Ermanno Olmi pour L'Emploi (Il Posto)
- 1963 : Vittorio De Sica pour Les Séquestrés d'Altona (I sequestrati di Altona)
- 1964 : Pietro Germi pour Séduite et Abandonnée (Sedotta e abbandonata)
- 1965 : 
  - Vittorio De Sica pour Mariage à l'italienne (Matrimonio all'italiana)
  - Francesco Rosi pour Le Moment de la vérité (Il momento della verità)
- 1966 : 
  - Alessandro Blasetti pour Moi, moi, moi et les autres (Io, io, io... e gli altri)
  - Pietro Germi pour Ces messieurs dames (Signore & signori)
- 1967 : Luigi Comencini pour L'Incompris (Incompreso)
- 1968 : Carlo Lizzani pour Bandits à Milan (Banditi a Milano)
- 1969 : Franco Zeffirelli pour Roméo et Juliette (Romeo and Juliet)

### Années 1970
- 1970 : Gillo Pontecorvo pour Queimada
- 1971 : Luchino Visconti pour Mort à Venise (Morte a Venezia)
- 1972 : 
  - Sergio Leone pour Il était une fois la révolution (Giù la testa)
  - Franco Zeffirelli pour François et le Chemin du soleil (Fratello sole, sorella luna)
- 1973 : Luchino Visconti pour Ludwig : Le Crépuscule des dieux (Ludwig)
- 1974 : Federico Fellini pour Amarcord
- 1975 : Dino Risi pour Parfum de femme (Profumo di donna)
- 1976 : 
  - Mario Monicelli pour Mes chers amis (Amici miei)
  - Francesco Rosi pour Cadavres exquis (Cadaveri eccellenti)
- 1977 : 
  - Mario Monicelli pour Un bourgeois tout petit petit (Un borghese piccolo piccolo)
  - Valerio Zurlini pour Le Désert des Tartares (Il deserto dei Tartari)
- 1978 : Ettore Scola pour Une journée particulière (Una giornata particolare)
- 1979 : Francesco Rosi pour Le Christ s'est arrêté à Eboli (Cristo si è fermato a Eboli)

### Années 1980
- 1980  : 
  - Marco Bellocchio pour Le Saut dans le vide (Salto nel vuoto)
  - Gillo Pontecorvo pour Opération Ogre (Ogro)
- 1981  : Francesco Rosi pour Trois Frères (Tre fratelli)
  - Luigi Comencini pour Eugenio (Voltati Eugenio)
  - Ettore Scola pour Passion d'amour (Passione d’amore)
- 1982 : Marco Ferreri pour Conte de la folie ordinaire (Storie di ordinaria follia)
  - Salvatore Piscicelli pour Le occasioni di Rosa
  - Carlo Verdone pour Borotalco
- 1983 : Paolo et Vittorio Taviani pour La Nuit de San Lorenzo (La notte di San Lorenzo)
  - Gianni Amelio pour Droit au cœur (Colpire al cuore)
  - Ettore Scola pour La Nuit de Varennes
- 1984 : Ettore Scola pour Le Bal
  - Federico Fellini pour Et vogue le navire… (E la nave va)
  - Nanni Loy pour Mi manda Picone
- 1985 : Francesco Rosi pour Carmen
  - Pupi Avati pour Impiegati
  - Paolo et Vittorio Taviani pour Kaos
- 1986 : Mario Monicelli pour Pourvu que ce soit une fille (Speriamo che sia femmina)
  - Federico Fellini pour Ginger et Fred (Ginger e Fred)
  - Nanni Moretti pour La messe est finie (La messa è finita)
- 1987 : Ettore Scola pour La Famille (La famiglia)
  - Pupi Avati pour Regalo di Natale
  - Francesco Maselli pour Storia d'amore
- 1988 : Bernardo Bertolucci pour Le Dernier Empereur (The Last Emperor)
  - Federico Fellini pour Intervista
  - Nikita Mikhalkov pour Les Yeux noirs (Oci ciornie)
- 1989 : Ermanno Olmi pour La Légende du saint buveur (La Leggenda del santo bevitore)
  - Marco Risi pour Mery pour toujours (Mery per sempre)
  - Giuseppe Tornatore pour Cinema Paradiso (Nuovo cinema Paradiso)

### Années 1990
- 1990 : Mario Monicelli pour Il male oscuro
  - Gianni Amelio pour Portes ouvertes (Porte aperte)
  - Pupi Avati pour Histoire de garçons et de filles (Storia di ragazzi e di ragazze)
  - Federico Fellini pour La voce della luna
  - Nanni Loy pour Scugnizzi
  - Nanni Moretti pour Palombella rossa
- 1991 : (ex æquo)
  - Marco Risi pour Les Garçons de la rue (Ragazzi fuori)
  - Ricky Tognazzi pour Ultrà
    - Francesca Archibugi pour Dans la soirée (Verso sera)
    - Daniele Luchetti pour Le Porteur de serviette (Il portaborse)
    - Gabriele Salvatores pour Mediterraneo
- 1992 : Gianni Amelio pour Les Enfants volés (Il ladro di bambini)
  - Marco Risi pour Il muro di gomma
  - Carlo Verdone pour Maledetto il giorno che t'ho incontrato
- 1993 : (ex æquo)
  - Roberto Faenza pour Années d'enfance (Jona che visse nella balena)
  - Ricky Tognazzi pour L'Escorte (La scorta)
    - Francesca Archibugi pour La Grande Citrouille (Il grande cocomero)
- 1994 : Carlo Verdone pour Perdiamoci di vista
  - Nanni Moretti pour Journal intime (Caro diario)
  - Pasquale Pozzessere pour Padre e figlio
- 1995 : Mario Martone pour L'Amour meurtri (L'amore molesto)
  - Gianni Amelio pour Lamerica
  - Alessandro D'Alatri pour Senza pelle
- 1996 : Giuseppe Tornatore pour Marchand de rêves (L'uomo delle stelle)
  - Bernardo Bertolucci pour Beauté volée (Io ballo da sola)
  - Carlo Lizzani pour Remake, Rome ville ouverte (Celluloide)
  - Paolo Virzì pour Ferie d'agosto
- 1997 : Francesco Rosi pour La Trêve (La tregua)
  - Roberto Faenza pour La Vie silencieuse de Marianna Ucria (Marianna Ucrìa)
  - Wilma Labate pour La mia generazione
  - Gabriele Salvatores pour Nirvana
  - Maurizio Zaccaro pour Il carniere
- 1998 : Roberto Benigni pour La vie est belle (La vita è bella)
  - Mario Martone pour Théâtre de guerre (Teatro di guerra)
  - Paolo Virzì pour Ovosodo
- 1999 : Giuseppe Tornatore pour La Légende du pianiste sur l'océan (La Leggenda del pianista sull'oceano)
  - Bernardo Bertolucci pour Shanduraï (L'assedio)
  - Giuseppe Piccioni pour Hors du monde (Fuori dal mondo)

### Années 2000
- 2000 : Silvio Soldini pour Pain, Tulipes et Comédie (Pane e tulipani)
  - Marco Bechis pour Garage Olimpo
  - Ricky Tognazzi pour Canone inverso - Making Love
- 2001 : Gabriele Muccino pour Juste un baiser (L'ultimo bacio)
  - Marco Tullio Giordana pour Les Cent Pas (I cento passi)
  - Nanni Moretti pour La Chambre du fils (La stanza del figlio)
- 2002 : Ermanno Olmi pour Le Métier des armes (Il mestiere delle armi)
  - Giuseppe Piccioni pour Luce dei miei occhi
  - Silvio Soldini pour Je brûle dans le vent (Brucio nel vento)
- 2003 : Pupi Avati pour Un cœur ailleurs (Il cuore altrove)
  - Marco Bellocchio pour Le Sourire de ma mère (L'ora di religione)
  - Matteo Garrone pour L'Étrange Monsieur Peppino (L'imbalsamatore)
  - Gabriele Muccino pour Souviens-toi de moi (Ricordati di me)
  - Ferzan Özpetek pour La Fenêtre d'en face (La finestra di fronte)
- 2004 : Marco Tullio Giordana pour Nos meilleures années (La meglio gioventù)
  - Pupi Avati pour La rivincita di Natale
  - Marco Bellocchio pour Buongiorno, notte
  - Sergio Castellitto pour À corps perdus (Non ti muovere)
  - Matteo Garrone pour Primo amore
- 2005 : Paolo Sorrentino pour Les Conséquences de l'amour (Le Conseguenze dell'Amore)
  - Gianni Amelio pour Les Clefs de la maison (Le chiavi di casa)
  - Davide Ferrario pour Dopo mezzanotte
  - Andrea Frazzi, Antonio Frazzi pour Certi bambini
  - Ferzan Özpetek pour Cuore sacro
- 2006 : Nanni Moretti pour Le Caïman (Il caimano)
  - Antonio Capuano pour La guerra di Mario
  - Michele Placido pour Romanzo criminale
  - Sergio Rubini pour La terra
  - Carlo Verdone pour Il mio miglior nemico
- 2007 : Giuseppe Tornatore pour L'Inconnue (La sconosciuta)
  - Marco Bellocchio pour Le Metteur en scène de mariages (Il Regista di matrimoni)
  - Emanuele Crialese pour Golden Door (Nuovomondo)
  - Daniele Luchetti pour Mon frère est fils unique (Mio fratello è figlio unico)
  - Ermanno Olmi pour Centochiodi
- 2008 : Andrea Molaioli pour La Fille du lac (La ragazza del Lago)
  - Cristina Comencini pour Bianco e nero
  - Antonello Grimaldi pour Caos calmo
  - Carlo Mazzacurati pour La giusta distanza
  - Silvio Soldini pour Giorni e nuvole
- 2009 : Matteo Garrone pour Gomorra
  - Pupi Avati pour Il papà di Giovanna
  - Fausto Brizzi pour Ex
  - Giulio Manfredonia pour Si può fare
  - Paolo Sorrentino pour Il divo

### Années 2010
- 2010 : Marco Bellocchio pour Vincere
  - Giorgio Diritti pour L'Homme qui viendra (L'uomo che verrà)
  - Ferzan Özpetek pour Le Premier qui l'a dit (Mine vaganti)
  - Giuseppe Tornatore pour Baarìa
  - Paolo Virzì pour La prima cosa bella
- 2011 : Daniele Luchetti pour La nostra vita
  - Marco Bellocchio pour Sorelle Mai
  - Saverio Costanzo pour La Solitude des nombres premiers (La solitudine dei numeri primi)
  - Claudio Cupellini pour Une vie tranquille (Una vita tranquilla)
  - Michelangelo Frammartino pour Le quattro volte
  - Paolo Genovese pour Immaturi
  - Mario Martone pour Frères d'Italie (Noi credevamo)
  - Luca Miniero pour Benvenuti al Sud
- 2012 : Paolo et Vittorio Taviani pour César doit mourir (Cesare deve morire)
  - Emanuele Crialese pour Terraferma
  - Marco Tullio Giordana pour Piazza Fontana (Romanzo di una strage)
  - Nanni Moretti pour Habemus papam
  - Paolo Sorrentino pour This Must Be the Place
- 2013 : Giuseppe Tornatore pour The Best Offer (La migliore offerta)
  - Bernardo Bertolucci pour Moi et toi (Io e te)
  - Matteo Garrone pour Reality
  - Gabriele Salvatores pour Le Clan des gangsters (Educazione siberiana)
  - Daniele Vicari pour Diaz : un crime d'État (Diaz: Don't Clean Up This Blood)
- 2014 : Paolo Sorrentino pour La grande bellezza
  - Ferzan Özpetek pour Allacciate le cinture
  - Carlo Mazzacurati pour La sedia della felicità
  - Ettore Scola pour Qu'il est étrange de s'appeler Federico (Che strano chiamarsi Federico : : Scola racconta Fellini)
  - Paolo Virzì pour Les Opportunistes (Il capitale umano)
- 2015 : Francesco Munzi pour Les Âmes noires
  - Ermanno Olmi pour Torneranno i prati
  - Mario Martone pour Leopardi : Il giovane favoloso
  - Nanni Moretti pour Mia madre
  - Saverio Costanzo pour Hungry Hearts
- 2016 : Matteo Garrone pour Tale of Tales
  - Claudio Caligari pour Mauvaise Graine (Non essere cattivo)
  - Gianfranco Rosi pour Fuocoammare
  - Paolo Genovese pour Perfetti sconosciuti
  - Paolo Sorrentino pour Youth
- 2017 : Paolo Virzì pour Folles de joie (La pazza gioia)
  - Marco Bellocchio pour Fais de beaux rêves (Fai bei sogni)
  - Claudio Giovannesi pour Fiore
  - Edoardo De Angelis pour Indivisibili
  - Matteo Rovere pour Veloce come il vento
- 2018 : Jonas Carpignano pour A Ciambra
  - Marco et Antonio Manetti - Ammore e malavita
  - Gianni Amelio - La tenerezza
  - Ferzan Özpetek - Napoli velata
  - Paolo Genovese - The Place
- 2019 : Matteo Garrone pour Dogman
  - Mario Martone pour Capri-Revolution
  - Luca Guadagnino pour Call Me by Your Name
  - Valeria Golino pour Euforia
  - Alice Rohrwacher pour Heureux comme Lazzaro (Lazzaro felice)

### Années 2020
- 2020 : Marco Bellocchio pour Le Traître (Il traditore)
  - Matteo Garrone pour Pinocchio
  - Claudio Giovannesi pour Piranhas (La paranza dei bambini)
  - Pietro Marcello pour Martin Eden
  - Matteo Rovere pour Romulus et Rémus (Il primo re)
- 2021 : Giorgio Diritti pour Je voulais me cacher (Volevo Nascondermi)
  - Damiano et Fabio D'Innocenzo pour Storia di vacanze (Favolacce)
  - Gianni Amelio pour Hammamet
  - Emma Dante pour Le sorelle Macaluso
  - Susanna Nicchiarelli pour Miss Marx

- 2023 : Marco Bellocchio pour Esterno notte
  - Gianni Amelio pour Il signore delle formiche
  - Roberto Andò pour La stranezza
  - Felix Van Groeningen et Charlotte Vandermeersch pour Les Huit Montagnes (Le otto montagne)
  - Mario Martone pour Nostalgia

- 2024 : Matteo Garrone pour Moi, capitaine (Io capitano)
  - Nanni Moretti pour Vers un avenir radieux (Il sol dell'avvenire)
  - Andrea Di Stefano pour Dernière Nuit à Milan (L'ultima notte di Amore)
  - Alice Rohrwacher pour La Chimère (La chimera)
  - Marco Bellocchio pour L'Enlèvement (Rapito)

- 2025 : Maura Delpero pour Vermiglio ou La Mariée des montagnes (Vermiglio)
  - Andrea Segre pour Berlinguer - La grande ambizione (it)
  - Francesca Comencini pour Prima la vita (Il tempo che ci vuole)
  - Valeria Golino pour L'arte della gioia (it)
  - Paolo Sorrentino pour Parthenope